# Karomia microphylla
Karomia microphylla là một loài thực vật có hoa trong họ Hoa môi. Loài này được (Moldenke) R.Fern. mô tả khoa học đầu tiên năm 1985 publ. 1988.